# カルロ・ゴルドーニ

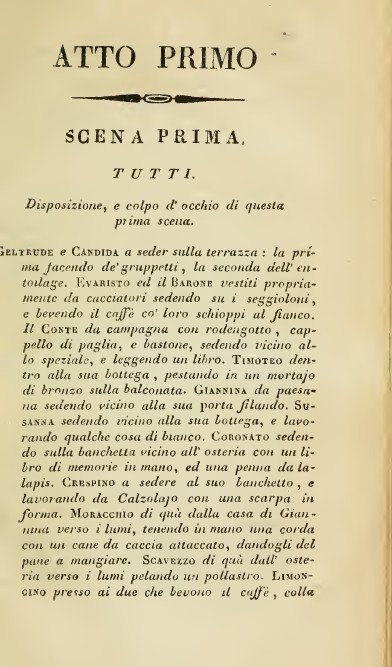
Commedie

カルロ・オズヴァルド・ゴルドーニ（Carlo Osvaldo Goldoni, 1707年2月25日 - 1793年2月6日（85歳没））は、ヴェネツィア共和国の劇作家でリブレット作家。

## 生涯
1707年、ヴェネツィアの医師の子として生まれ、パドヴァ大学で法律を修め、転じてパヴィア大学を卒業した。その後北イタリアの各地を遍歴し、傍ら劇作に手を染めた。1748年、弁護士を廃業し、メデバック劇団の座付き作者となり、矢継早に斬新な喜劇を世に送り、演劇の改革時代を招来した。1753年、サン・ルーカ劇場(現ゴルドーニ劇場)に移ったが、新しい時代の変革を反映した彼の作品を喜ばない観客に加えて、キアーリやゴッツィら、保守的な劇作家の誹謗、攻撃の的となり、失意のうちに渡仏した。パリのイタリア劇団の招きによるものであった。1764年、ルイ15世の招請を受け、ベルサイユ宮で王女たちのイタリア語教育に当たったが、フランス革命を迎えてパリに退き、1793年2月6日同地で他界した。

## 評価
二百数十に及ぶ喜劇に彼はヴェネツィアの民衆を描き続け、そこによく広く普遍的な人間性情の真実を写しとろうとした。仮面を抜け出し、素顔の表情をもってとらえられた民衆群像は、その猥雑性よりも明るい活力において、凋落する貴族の無為と怠惰な姿に対比されるものであった。旧体制下におけるオプティミストと評されながら、彼の善意と良識に支えられた喜劇は、コメディア・デラルテのもつ卑俗性と、仮面による人物の類型性を脱却して画期的な生命を獲得し、イタリアにおける近代劇への母体となった。現代に至るまで、その傑作が世界の舞台で上演されている。

## 主な作品
- 二人の主人を一度にもつと（1745年）
- コーヒー店（1750年）
- 宿屋の女主人（1753年）
- おかしな出来事（1755年）
- 田舎者（1759年）
- キオッジャ騒動（1762年）
- 陽気な気むずかしや（1771年）
- 回想録-わが生活と演劇（1787年）

### 主な日本語訳
- 『ゴルドーニ劇場』田之倉稔編訳、晶文社、1983年。二人の主人を一度に持つと、ヴェネツィアのふたご
- 『ゴルドーニ傑作喜劇集』牧野文子訳、未來社、1984年。コーヒー店、扇
- 『抜目のない未亡人』平川祐弘訳、岩波文庫、1995年
- 『ゴルドーニ喜劇集』斎藤泰弘訳、名古屋大学出版会、2007年。全9篇
- 『珈琲店・恋人たち』平川祐弘訳、岩波文庫、2013年

## 研究文献
- 大崎さやの『啓蒙期イタリアの演劇改革　ゴルドーニの場合』東京藝術大学出版会、2022年